# Rudolf Fila
Rudolf Fila (19. července 1932, Příbram na Moravě – 11. února 2015, Bratislava) byl československý a slovenský malíř, grafik, ilustrátor, fotograf, pedagog a spisovatel.

## Život
Narodil se v rodině mlynářského dělníka v Příbrami na Moravě, kde vychodil obecnou školu. Matka pocházela z tamního selského rodu Patočků. Po měšťanské škole v Zastávce u Brna navštěvoval nejprve reálné gymnázium na Antonínské ul. v Brně, tamtéž v septimě přestoupil na Vyšší školu uměleckého průmyslu (dnes Střední škola umění a designu), kde studoval v letech 1950–1952 u prof. Bohdana Laciny. V letech 1952–1958 pokračoval ve studiu na Vysoké škole výtvarných umění v Bratislavě u prof. Jána Mudrocha. Po jejím absolvování pracoval krátce v Ústředí uměleckých řemesel v Bratislavě (1959). V letech 1960–1990 pedagogicky působil na Střední škole uměleckého průmyslu v Bratislavě, kde vyučoval figurální kresbu, aranžérství a výstavnictví. Po sametové revoluci vedl v letech 1990–1992 ateliér malby na Vysoké škole výtvarných umění v Bratislavě. Po odchodu do důchodu žil a tvořil až do své smrti v Bratislavě.
V 1. polovině 60. let byl členem brněnské umělecké skupiny Parabola.
Jeho manželkou byla malířka a restaurátorka Dorota Filová, rozená Weissová (8. května 1936, Smižany – 13. září 2021, Bratislava), se kterou měl dvě děti. Starší syn Marek Fila (29. srpna 1959, Bratislava – 20. dubna 2023, Bratislava) byl vědecký matematik a pedagog, mladší Vít Fila (nar. 1960) je fotograf a hudebník. Vnuk Lukáš Fila je novinář a hudebník, vnučka Natália Bošková Filová je architektka.

## Dílo
Rudolf Fila je známý nejen jako malíř pláten, která znázorňují převážně ženská těla nebo jejich části, ale také jako grafik, ilustrátor, autor cyklů frotáží a nefigurativních ilustrací poezie. Ve svých dílech postupně abstrahoval formu, až figura téměř zmizela a přestala být závislá na vnějších odpozorovaných tvarech. Kromě toho se věnoval reinterpretaci a přemalbě již hotových obrazů a reprodukcí známých světových děl nebo i fotografií.

## Výstavy

### Samostatné výstavy (výběr)
- 1962 Rudolf Fila: Obrazy, Malá galerie Antonín Trýba, Brno
- 1966 Rudolf Fila: Kresby, Výstavná sieň ZSVU, Bratislava
- 1968 Rudolf Fila: Obrazy, Galerie Jaroslava Krále, Dům umění města Brna
- 1977 Rudolf Fila: Obrazy, Okresné múzeum, Nové Zámky
- 1980 Rudolf Fila: Obrazy, Dům kultury, Orlová
- 1982 Rudolf Fila: Kresby, Podnik racionalizácie riadenia pol'nohospodárstva a výživy, Trnava
- 1985 Rudolf Fila: Kresby, Ústav aplikovanej kybernetiky, Bratislava
- 1985 Rudolf Fila: Kresby, Klub školství a vědy Bedřicha Václavka, Brno
- 1985 Rudolf Fila: Obrazy a kresby, Malá galerie Stavoprojektu, Brno
- 1988 Rudolf Fila: Maľba premien - Premeny maľby, Výstavná sieň ZSVU (Dostojevského rad), Bratislava
- 1988 Rudolf Fila: Dva cykly, Galerie Na bidýlku, Brno
- 1988 Rudolf Fila: Mal'ba premien - Premeny mal'by, Stredoslovenská galéria, Banská Bystrica
- 1989 Rudolf Fila: Maľba premien - Premeny maľby, Východoslovenská galéria, Košice
- 1989 Rudolf Fila, Third Eye Center, Glasgow
- 1989 Rudolf Fila, Riverside Studios, Londýn
- 1989 Rudolf Fila, Aspex Gallery, Portsmouth
- 1990 Rudolf Fila: Retrospektiva, Dům pánů z Kunštátu, Brno
- 1990 Rudolf Fila: Obrazy, Ústřední kulturní dům železničářů (ÚKDŽ), Praha
- 1990 Rudolf Fila: Kresby, Galerie Opatov, Praha
- 1991 Rudolf Fila: Malarstwo, Muzeum Górnośląskie w Bytomiu, Bytom
- 1992 Rudolf Fila: Barokový cyklus, Považská galéria umenia v Žiline, Žilina
- 1992 Rudolf Fila: Malba, Galerie Malovaný dům, Třebíč
- 1992 Rudolf Fila: Kresby, Galéria Jána Koniarka v Trnave, Trnava
- 1992 Rudolf Fila: Malba – kresba, Arias & Vanda Gallery, Modra
- 1992 Rudolf Fila: Interpretace, Galerie Aspekt, Brno
- 1993 Rudolf Fila: Übermalte Bilder und Bücher von 1960 bis 1992, Galerie Christine König, Vídeň
- 1993 Rudolf Fila, Slovenská národná galéria, Bratislava
- 1994 Rudolf Fila: Bilder, Ulmer Museum, Ulm
- 1994 Rudolf Fila, L'Abbaye des Cordeliers, Châteauroux
- 1994 Rudolf Fila, Východočeská galerie, Pardubice
- 1996 Rudolf Fila, Galerie du Pont Neuf (Le Pont Neuf Association), Paříž
- 1996 Rudolf Fila: Obrazy a práce na papíře, Galerie Aspekt, Brno
- 1996 Rudolf Fila, CK Nábrežie (Centrum kultúry Nábrežie), Nové Zámky
- 1997 Rudolf Fila: Kresby, Výstavní síň Sokolská 26, Ostrava
- 2000 Rudolf Fila alkotómüveszetének három rétege/Tri vrstvy tvorby Rudolfa Fily, Szlovák Intézet Budapest (Slovenský inštitút v Budapešti), Budapešť
- 2000 Rudolf Fila: Najhlbšie je koža, Považská galéria umenia v Žiline, Žilina
- 2000 Rudolf Fila: Kalendáre, Galéria Nova, Bratislava
- 2001 Rudolf Fila: Výber z tvorby, Commerzbank, Bratislava
- 2001 Rudolf Fila: Obrazy, Galerie Caesar, Olomouc
- 2001 Rudolf Fila: Výběr z díla, Galerie Jiřího a Běly Kolářových, Praha
- 2002 Rudolf Fila: Práce na papíře, Galerie Magna, Ostrava
- 2002 Rudolf Fila: Interpretace, Galerie Václava Špály, Praha
- 2003 Rudolf Fila, Galerie Ars, Brno
- 2004 Rudolf Fila: Telovky, Galéria Nova, Bratislava
- 2004 Rudolf Fila: Výběr z tvorby, Galéria SPP, Bratislava
- 2006 Rudolf Fila: Premaľby, Galéria Slovenskej sporiteľne, Bratislava
- 2006 Rudolf Fila: Malba, Výtvarné centrum Chagall, Ostrava
- 2007 Rudolf Fila: Přemalby, Galerie města Plzně, Plzeň
- 2009 Rudolf Fila: Dva kalendáře, Minigalerie 6.15, Zlín
- 2011 Rudolf Fila: Obrazy (maľby a premaľby), Galéria 19, Bratislava
- 2012 Rudolf Fila: Cez Hogartha, Roman Fecik Gallery, Bratislava
- 2013Rudolf Fila: M. Švabinský krajinář, Polička/Shelf, Praha
- 2014 Rudolf Fila: Kresby a přemalby, Hrad Špilberk, Brno
- 2016 Rudolf Fila: Oslava maľby, Pálffyho palác, Bratislava
- 2018 Rudolf Fila: Imagológia I., Roman Fecik Gallery, Bratislava
- 2018 Rudolf Fila: Skicáre, Galéria 19, Bratislava
- 2021 Rudolf Fila zo zbierky RFG, Roman Fecik Gallery, Bratislava
- 2022 Rudolf Fila a starí majstri, Galéria 19, Bratislava
- 2025 Rudolf Fila: Premeny maľby, Galéria umenia Ernesta Zmetáka v Nových Zámkoch, Nové Zámky
- 2025 Rudolf Fila: Fotografie, Stredoevrópsky dom fotografie, Bratislava[5]

### Účast na kolektivních výstavách
Mezi léty 1959–2025 byl svými díly účasten na téměř 300 výstavách.

## Zastoupení ve sbírkách
- Slovenská národní galerie Bratislava
- Národní galerie Praha
- Moravská galerie Brno
- Muzeum 20. století Vídeň
- Muzeum moderního umění Vídeň
- German Museum Ulm

- Credit Suisse Art Collection Londýn
- sbírky v dalších městech Evropy, Severní a Jižní Ameriky

## Ocenění
- Cena Dominika Tatarky za knihu esejí Cestou (2003)
- Cena ministra kultury Slovenské republiky za celoživotní výtvarné dílo (2005)

## Publikace
- FILA, Rudolf. Analýza výstavby výtvarného diela. Bratislava: Osvetový ústav, 1979.
- FILA, Rudolf. Načo nám je umenie. Bratislava: Mladé letá, 1991. ISBN 80-06-00296-7
- FILA, Rudolf. Cestou. Bratislava: Petrus, 2003. ISBN 80-88939-58-5
- FILA, Rudolf; Filová, Dorota. Premeny: Kópie, citácie, premaľby. Bratislava: Petrus, 2005. ISBN 80-88939-55-0